# Сулейман-бей Дулкадирид
Сулейман-бей (тур. Süleyman Bey ; ум.1454) — правитель бейлика Дулкадир в 1442—1454 годах. Сын Мехмеда-бея. Одна из дочерей Сулеймана вышла замуж за сына османского султана Мурада II, будущего султана Мехмеда II, вторая дочь стала женой мамлюкского султана аз-Захира Джакмака.

## Биография
Сулейман был старшим сыном Мехмеда-бея. Он вместе с отцом приходил на помощь  Мехмеду Челеби в его борьбе против  братьев во время османского междуцарствия. Когда в 1442 году (846 год Хиджры) Мехмед-бей умер в возрасте более 80 лет, Сулейман наследовал ему. Сулейман  был уже зрелым и опытным человеком, когда он встал во главе княжества. 
Отношения с османскими и мамлюкскими султанами у Сулеймана были хорошими. Сулейман упоминается Нешри среди беев, участвовавших в походе Мурада II против Карамана. Султан Мурад II, сам бывший сыном дулкадирской принцессы (скорее всего - сестры Сулеймана), оказал Сулейману помощь, когда Дулкадириды осадили Кайсери и отняли город у Караманидов. В 1449 году Мурад II в поиске союзников против Караманидов и Кара-Коюнлу решил укрепить связи с Дулкадиром и женил сына, будущего султана Мехмеда II, на дочери Сулеймана, Ситти-хатун. Свадьба и все сопутствующие обстоятельства описаны османским историком Мехмедом Нешри. В апреле 1449 года умерла от чумы сестра Сулеймана, бывшая женой мамлюкского султана аз-Захира Джакмака, Нефисе-хатун. После этого Сулейман-бей отдал в жёны султану Джакмаку свою дочь. Таким образом, Сулейман породнился с правителями двух могущественных соседних государств того периода, заключив союзы для защиты Дулкадира.
Сулейман принимал участие в войне Ак-Коюнлу и Кара-Коюнлу. В Эльбистане нашёл убежище Касым, дядя Джихангира, правителя Ак-Коюнлу. Правитель Кара-Коюнлу, Джаханшах, захватил  Эрзинджан у Ак-Коюнлу, но продвижение сил Кара-Койюнлу в районе Малатьи могло быть расценено мамлюками как нарушение их границ. По этой причине, Джиханшах сообщил султану Джакмаку, что его целью было лишь преследование Джихангира. В октябре 1450 года мамлюкский султан написал Сулейману, что тот должен «помешать Джихангиру войти в Сирию, если он захочет укрыться в стране мамлюков». Но на самом деле и Сулейман-бей, и мамлюкские наместники в Сирии помогали принцам  Ак-Койюнлу, Джихангиру и Узун Хасану, в их борьбе против Джаханшаха. В декабре 1451 года в районе Харпута авангард армии Кара-Коюнлу пересёк Евфрат и направился к Малатье, чтобы предотвратить помощь Сулеймана Джихангиру. Когда новости об этой операции достигли Каира, султан Джакмак приказал всем сирийским наместникам прийти на помощь его тестю,  Сулейману. Узнав, что Сулеймана поддерживает армия мамлюков, Джаханшах не хотел разорвать с ними отношения  и отказался от идеи атаковать бея Дулкадира. А в следующем году Джаханшах  был вынужден заключить мир с Джихангиром.
После окончания войны между племенами Ак-Коюнлу и Кара-Коюнлу  в восточной части княжества возник конфликт между жителями Дулкадира и курдами. В 1453 году Сулейман-бей с армией в тридцать тысяч человек отправился в Харпут , а затем в Чемишгезек, чтобы напасть на курдского шейха Хасана. Перемещение армии Дулкадира  недалеко от границ Ак-Коюнлу беспокоило Узун Хасана, и Сулейману пришлось его успокаивать, сообщив, что целью похода является лишь сражение с шейхом Хасаном. Этот поход Сулеймана был неудачным: осада курдских крепостей была безуспешной, Сулейман был побеждён и вынужден  отступить в Харпут.
Умер Сулейман-бей в 1454 году, оставив соперничавших за власть сыновей.

## Личность
Сулейман-бей был таким толстым в последние годы своей жизни, что даже не мог ездить верхом. Он вёл комфортную жизнь, предаваясь удовольствиям в гареме, наполненном бесчисленными наложницами и произвёл на свет большое число детей. 